# Ivan Glasenberg

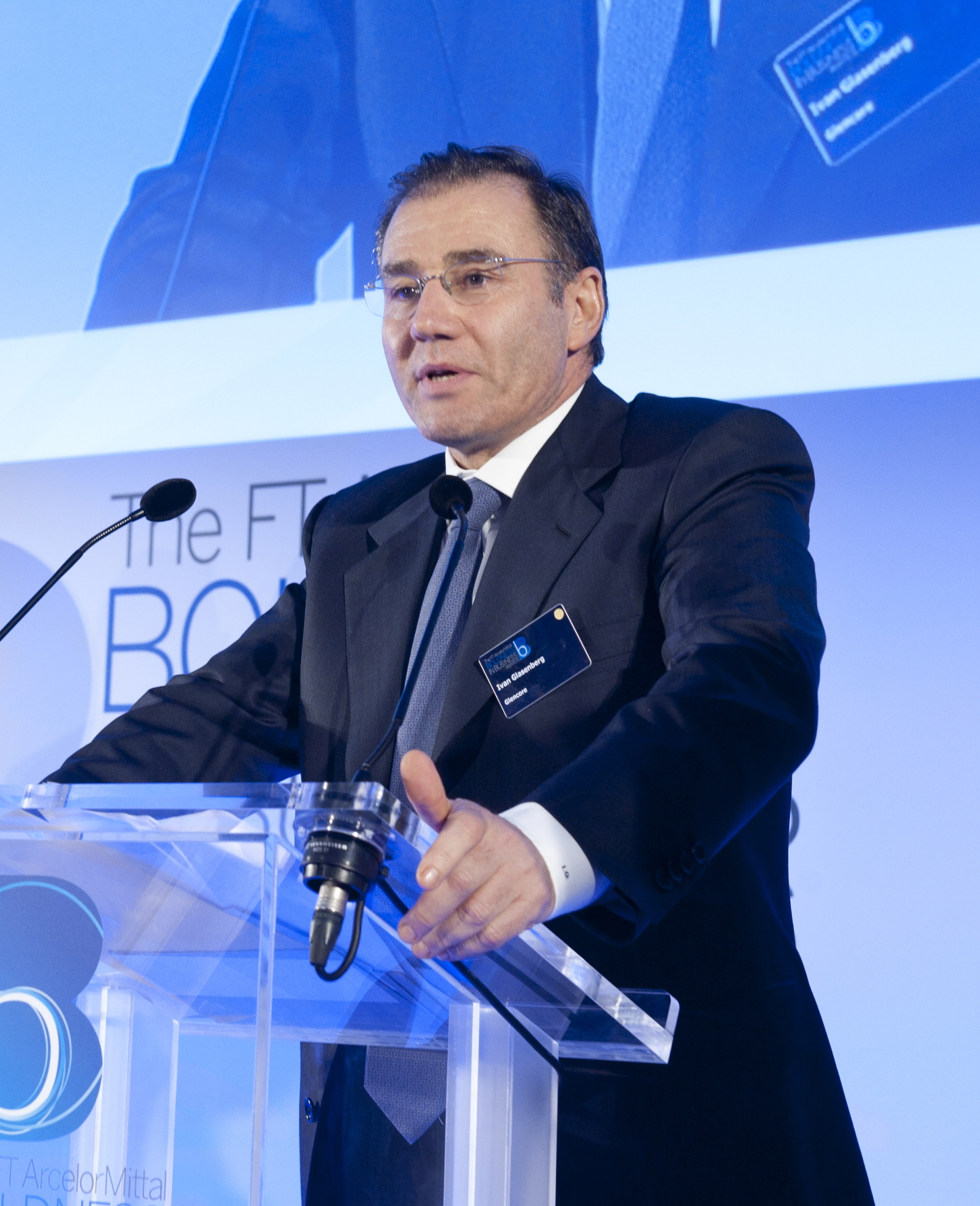
Ivan Glasenberg

Ivan Glasenberg (Johannesburgo, Sudáfrica, 7 de enero de 1957) es un ejecutivo de negocios sudafricano y ex director ejecutivo de Glencore, una de las empresas mineras y de comercio de productos básicos más grandes del mundo. Fue el director ejecutivo de la empresa de 2002 a 2021. Glasenberg tiene ciudadanía de Sudáfrica, Australia e Israel.

## Biografía
Glasenberg nació el 7 de enero de 1957 en Sudáfrica en una familia judía. Su padre, Samuel Glasenberg, era un fabricante e importador de maletas nacido en Lituania, y su madre, Blanche Vilensky, era sudafricana. La familia vivía en Illovo, un suburbio de Johannesburgo. Glasenberg era un atleta y cuando tenía poco más de 20 años fue campeón nacional juvenil de marcha. Ivan se casó con Elana Beverley Orelowitz en 1984. En su juventud, Glasenberg también era amigo de Mick Davis, quien se convertiría en el director ejecutivo de la empresa minera Xstrata.
Glasenberg se graduó en Comercio y Contabilidad en la Universidad de Witwatersrand, Sudáfrica. Glasenberg trabajó en Nexia Levitt Kirson, una firma de contadores públicos, durante cinco años y es contador público en Sudáfrica [CA (SA)]. Recibió su MBA del programa IBEAR de la Universidad del Sur de California en 1983.

### Glencore
Glasenberg se unió a Glencore en 1984, trabajando en el departamento de carbón en Sudáfrica y Australia. Dirigió las oficinas de Glencore en Hong Kong y Beijing de 1989 a 1990 y se convirtió en jefe del departamento de carbón de la empresa en 1991. Fue nombrado director general en 2002.
En septiembre de 2011, utilizando sus propios dividendos, Glasenberg comenzó a comprar una participación mayor de Glencore, comprando hasta 54 millones de dólares adicionales en acciones de Glencore. En abril de 2012 se informó que Glasenberg poseía más del 15 por ciento de las acciones de Glencore, colocándolo como el vigésimo multimillonario minero más rico, y Forbes estimó su patrimonio neto en 7.300 millones de dólares estadounidenses.
En 2021 se jubiló, dejando así el puesto de director ejecutivo después de casi 20 años. Fue sucedido por su compatriota sudafricano Gary Nagle, quien dirigía el negocio de carbón de la empresa.

### Vida personal
Está casado, tiene dos hijos y reside en el pueblo de Rüschlikon en Suiza.
En 2023, Forbes evaluó su patrimonio neto en 8.800 millones de dólares estadounidenses.

## Reconocimientos
- Rusia
  -  Orden de la Amistad (2017)[5]